# Гуревич, Александр Михайлович
Александр Михайлович Гуревич (род. 1944) — израильский художник.

## Биография
Александр Гуревич родился 7 февраля 1944 года в Алапаевске, во время эвакуации. По окончании войны семья вернулась в Ленинград. В 1967 году окончил Ленинградский электротехнический институт (ЛЭТИ) и в течение пяти лет работал инженером-конструктором. Затем, в 1975 году, закончил Ленинградское высшее художественно-промышленное училище им. Мухиной.
Участвовал в многочисленных выставках неофициального искусства Ленинграда, в том числе: в ДК «Невский», во Дворце Молодёжи и Манеже. Член широко известной группы еврейских художников «Алеф».
С 1993 года проживает в Иерусалиме, Израиль.
Работы Гуревича находятся во многих музеях мира (Русский музей в Санкт-Петербурге; Музей Магнеса (англ. Magnes Collection of Jewish Art and Life), Беркли, США; Центр современного искусства, Осака, Япония; и других), а также в многочисленных частных коллекциях.
В 2008 в Сан-Франциско вышел большой иллюстрированный альбом художника (190 стр. , статьи Б. Берштейна и Н. Благодатова)

## Награды
- 1989 — «Kentucky Colonel» honorary title, Kentucky, USA
- 1989 — Jefferson County Citizen, Kentucky, USA
- 1995 — Prize «Ish Shalom», Jerusalem
- 1995 — Prize «Art '95» Gallery Art-54, New York
- 1997 — Diplome of Gallery «Art addiction», Sweden